# Centrolene huilense
Centrolene huilense è un anfibio anuro appartenente alla famiglia Centrolenidae, endemico del Dipartimento di Huila, in Colombia. I suoi habitat preferiti sono la foresta montuosa tropicale e subtropicale e i fiumi, probabilmente richiede la presenza della foresta a galleria per deporre le uova. Non esistono dati sufficienti per valutare il suo stato di conservazione.